# Nguyễn Thị Kim Loan
Nguyễn Thị Kim Loan (sinh 1952) là đại biểu Quốc hội Việt Nam khóa X. Bà thuộc đoàn đại biểu Lâm Đồng.
Tên thường gọi: Nguyễn Thị Kim Loan
Ngày sinh: 6/7/1952
Giới tính: Nữ
Dân tộc: Kinh
Tôn giáo: Không
Quê quán: Xã Cát Tài, huyện Phù Cát, Bình Định
Trình độ chuyên môn: Kỹ sư chăn nuôi
Nghề nghiệp, chức vụ: Phó Giám đốc Sở Nông nghiệp và phát triển nông thôn tỉnh Lâm Đồng
Nơi làm việc: Sở Nông nghiệp và phát triển nông thôn tỉnh Lâm Đồng
Nơi ứng cử: Lâm Đồng
Đại biểu Quốc hội khoá: X
Đại biểu chuyên trách: Không
Đại biểu Hội đồng Nhân dân: Không